# Lespedeza maximowiczii
Lespedeza maximowiczii là một loài thực vật có hoa trong họ Đậu. Loài này được R.C.Schneid. miêu tả khoa học đầu tiên.